# Perilitus loani
Perilitus loani är en stekelart som först beskrevs av Mason 1968.  Perilitus loani ingår i släktet Perilitus och familjen bracksteklar. Inga underarter finns listade i Catalogue of Life.